# Trude Herr
Trude Herr (Keulen, 4 mei 1927 - Lauris (Aix-en-Provence), 16 maart 1991) was een Duitse schlagerzangeres, actrice en theaterdirectrice.

## Carrière
Trude Herr werd geboren in Keulen-Kalk, groeide op in Keulen-Mülheim en bezocht ook daar de school. Haar vader Robert Herr was treinmachinist en lid van de Communistische Partij, waarvoor hij een lange tijd heeft vastgezeten en later werd hij overgebracht naar een concentratiekamp. Voor haar vader schreef ze het lied Papa, waarin ze haar vader bedankte voor de mooie tijd samen en zong ze het in 1961 op zijn begrafenis. Zelf was ze lid van de partij SPD. In 1933 bezocht ze de basisschool in Keulen-Mülheim en ging daarna aan de slag in een bakkerij. Na de verwoesting van de woning door een bombardement in 1943 verhuisden ze naar Ewersbach/Hessen, waar Trude als administratrice ging werken in de stadsadministratie van Dillenburg. Daar werd ze schertsend <Tutti> en <Pummel> genoemd, vanwege haar volslanke postuur. Vanaf 1946 werkte ze als figurante bij de Aachener Wanderbühne en vanaf 1948 kreeg ze bijrollen aangeboden bij het Keulse Millowitsch-Theater. Daar speelde ze voor de eerste keer een grote rol in het blijspel Der verkaufte Großvater (premiere 29 augustus 1955) met Willy Millowitsch, Elsa Scholten en Franz Schneider. In 1949 richtte ze met haar vriend en mentor Gustav Schellhardt de <Kölner Lustspielbühne> op, die echter geen lang leven beschoren bleek. Ze was altijd trots geweest op dit project en dit liet ze ook weten in persinterviews. Na het faillissement ging ze van 1949 tot 1954 werken als bardame in de homobar Barberina.
Vanaf 1954 trad ze tijdens het carnaval steeds weer op als buuttereedner bij manifestaties van de verschillende Keulse carnavalsverenigingen. Trude Herr werd in 1954 ontdekt door Willy Schaeffers, hoofd van het cabaret <Tingel-Tangel> en nam haar in dienst. Met het nummer Ich will keine Schokolade scoorde ze een 18e plaats in de Duitse Hitparade. De Duitse tekst werd geschreven door Carl-Ulrich Blecher. Het lied werd in de schlagerfilm Marina (1960) door haarzelf gezongen onder de naam Trude Pippes. In deze premièrefilm werden 15 schlagers gezongen en deze film betekende de doorbraak voor Trude. Ze speelde in meer dan 30 films mee en had optredens in tv-uitzendingen en succes in de schlagerwereld. In 1964 ondernam ze een vijf maanden durende Saharareis, waar ze de toeareg Ahmed M’Barek leerde kennen, waarmee ze bij haar terugkeer in Duitsland in het huwelijksbootje stapte. Dit huwelijk hield stand tot 1976. In het Millowitsch-Theater speelde ze vanaf september 1970 met haar eigen ensemble het stuk Die Perle Anna en in september 1972 Die Familie Pütz.
Op 9 september 1977 opende ze haar eigen Volkstheater Theater im Vringsveedel, als alternatief voor het Millowitsch-Theater. Met volop Keulse humor, sentimentaliteit en een portie vulgariteit schreef ze stukken, waaronder Die Kölsche Geisha (1977), Der Hausmann en Massagesalon Dens (1979), Drei Glas Kölsch (1980), Scheidung auf Kölsch (1981), Die Hellseherin (1985) en Im zweiten Frühling (1986). Haar podiumpartner was in die tijd Hans Künster. In 1977 en 1982 had ze tevergeefs bij de gemeente aangeklopt voor subsidies, zodat het theater financieel onrendabel bleef. Daaraan kon ook het feit dat het theater bijna steeds afgeladen vol zat - ze haalde een bezettingsgraad van 97% - niets veranderen, mede doordat de 21 medewerkers ook moesten worden betaald. Daarenboven had ze in toenemende mate gezondheidsklachten, zodat het experiment op 27 februari 1986 beëindigd werd.
In de tussentijd werkte ze mee in de WDR-productie Schöne Bescherung – Ein Beitrag zum Fest von Trude Herr (december 1983). Tussen oktober 1986 en januari 1987 nam ze, samen met producent Thomas Brück, in de Info Studios in Monheim am Rhein het album Ich sage was ich meine op, met Duitstalige covers van internationale hits. Het nummer Niemals geht man so ganz, dat ze met Wolfgang Niedecken (BAP) en Tommy Engel (Bläck Fööss) vertolkte, scoorde in 1987 een 20e plaats in de Duitse hitlijst.

## Privéleven
Na zes zware halsoperaties en operaties aan de benen verhuisde ze in 1987 wegens gezondheidsredenen naar Suva op de Fiji-eilanden. In 1988 kreeg ze het Verdienstkreuz des Verdienstordens der Bundesrepublik Deutschland en gaf ze Günther Jauch haar laatste tv-interview. In januari 1991 keerde ze met haar levenspartner Samuel Bawesi terug naar Keulen en een maand later verhuisde ze naar Lauris bij Aix-en-Provence in Zuid-Frankrijk, waar ze een maand later overleed aan hartfalen. Ze werd bijgezet op de Keulse Nordfriedhof.

## Na haar overlijden
In de zomer van 1995 vond op de Keulse Roncalliplatz een Trude-Herr-Gedenkrevue plaats, naar een idee van Thomas Brück en Jürgen Fritz, waar artiesten zoals Anne Haigis, Tommy Engel en de Höhner de grootste hits van Trude Herr ten gehore brachten. Naar aanleiding van haar 80e verjaardag in 2007 toonden zowel de tv-zender ARD als het ARD-digitaal-Einsfestival de opnamen van haar theaterstukken uit haar Theater im Vringsveedel en drie van deze stukken werden op dvd uitgebracht.

## Overig
Trude Herr is de tante van Gigi Herr (28 december 1942), die sinds 1994 rollen speelt in Walter Bockmayers wonderlijke theaterstukken in het Keulse Scala-Theater. In de tv-komedie-serie Hausmeister Krause – Ordnung muss sein speelde Gigi Herr de schoonmoeder Rosemarie Küppers.

## Discografie

### Singles A- en B-kant
- 1959: Quatschkopp-Marsch / Laß das mal den Vater machen
- 1960: Ich will keine Schokolade / In der Spelunke „Zur alten Unke“
- 1960: Morgens bin ich immer müde / So schön wie du
- 1960: Oh, Heinrich / 33 144 mal
- 1961: Tschitschibum / Weil ich so sexy bin
- 1961: Er war stets ein Kavalier / Laß das sein
- 1961: Brautjammer (Hör' ich die Glocken) / Ich kann weinen wie ein Wasserfall
- 1962: Spiegel-Twist / Autofahrer-Blues
- 1963: Französisch sprechen kann ich fast gar nicht / So ein Mann ist ein komisches Gewächs
- 1963: Mein bester Freund heißt Luxi / Ich bin eine Frau von Format
- 1964: Mama, er ist schon wieder hier / Ja, er kann lügen
- 1964: So einfach ist die Liebe nicht / Nein, ich laß mich nicht fotografieren
- 1965: Du warst lieb zu mir / Nach dem dritten Schoppen
- 1967: Er schaut in die Röhre / So sind die Männer
- 1969: Wir tragen's mit Humor / Es ist schade um die Zeit
- 1973: Mama, ich bin e so bang / Mal sagt er ja
- 1978: Ich ben dodurch / Conditorei
- 1987: Die Stadt / Älter sein
- 1987: Niemals geht man so ganz / Föhlenz
- 1987: Beast of Burden (Die Hipp vum Nümaat) / Die Unschuld (met Wolfgang Niedecken)
- 1988: Versteh' / Ich weiß jenau wat de meinz

### Ep's
- 1958: Bumsvallera (Der Alte bleibt / Sputnik / Blau sind die Veilchen / Wenn ich dich besehe met Kurt-Adolf Thelen
- 1963: Unsere tollen Tanten in der Südsee (Gus Backus: Coca mit Rum / Blue Caprice: Laylani / Trude Herr: Hula-Twist / Blue Caprice: Unter den Sternen der Südsee

### Lp's
- 1978: Gunter Gabriel: Damen wollen Kerle (Gunter Gabriel en Trude Herr: Mama Molly’s Makkaroni Band)
- 1987: Ich sage, was ich meine

### Cd's
- 1987: Ich sage, was ich meine
- 1998: Ich will keine Schokolade

## Filmografie
- 1959: Alle Tage ist kein Sonntag
- 1959: Du bist wunderbar
- 1959: Natürlich die Autofahrer
- 1959: Drillinge an Bord
- 1960: Conny und Peter machen Musik
- 1960: Der letzte Fußgänger
- 1960: Marina
- 1960: Der Teufel hat gut lachen
- 1960: Schlagerraketen – Festival der Herzen
- 1960: Immer will ich dir gehören
- 1960: O sole mio
- 1961: … und du mein Schatz bleibst hier
- 1961: Immer Ärger mit dem Bett
- 1961: Adieu, Lebewohl, Goodbye
- 1961: Robert und Bertram
- 1961: Unsere tollen Tanten
- 1961: Im schwarzen Rößl
- 1962: Café Oriental
- 1962: Drei Liebesbriefe aus Tirol
- 1962: Ohne Krimi geht die Mimi nie ins Bett
- 1962: Der 42. Himmel
- 1963: Sing, aber spiel nicht mit mir
- 1963: Im singenden Rössl am Königssee
- 1963: Maskenball bei Scotland Yard
- 1963: Mit besten Empfehlungen
- 1963: … denn die Musik und die Liebe in Tirol
- 1963: Unsere tollen Tanten in der Südsee
- 1963: Die ganze Welt ist himmelblau
- 1964: Freddy und das Lied der Prärie
- 1964: Das siebente Opfer
- 1967: Heubodengeflüster
- 1971: Hurra, bei uns geht's rund
- 1971: Die tollen Tanten schlagen zu
- 1982: Auftakt zur Session – Eine karnevalästerische Klamotteske (korte televisiefilm)
- 1983: Schöne Bescherung
- 1984: Geschichten aus der Heimat - Das Sonderangebot (televisieserie)

- Gemeinsame Normdatei: 119036460
- International Standard Name Identifier: 0000 0000 5538 0013
- Library of Congress Control Number: n00043786
- MusicBrainz: 550d05fc-d62d-4795-a01a-45a75dfc47b4
- Virtual International Authority File: 35257593
- WorldCat: E39PBJf4g4fwTRxhCqVPPRgR8C